# Pada Eweta
Pada Eweta is een bestuurslaag in het regentschap West-Soemba van de provincie Oost-Nusa Tenggara, Indonesië. Pada Eweta telt 1880 inwoners (volkstelling 2010).